# ماركوس كابرز
ماركوس كابرز (بالإنجليزية: Marcus Capers)‏ مواليد 21 ديسمبر 1989 في فلوريدا، هو لاعب كرة سلة أمريكي. بدأ مسيرته الاحترافية في سنة 2012. يلعب مع لندن لايتنينج في دوري كندا الوطني لكرة السلة. يحمل الرقم 34. يبلغ طوله 6 قدم 4 بوصة (1.9 م).

## المسيرة الاحترافية
لعب مع توربان بويات في موسم 2012–2013، ثم لعب مع أوساكا إفيسا في موسم 2013–2014، ثم لعب مع لندن لايتنينج في سنة 2015.

## روابط خارجية
- ماركوس كابرز على موقع كرة السلة الأوروبية.كوم (الإنجليزية)
- ماركوس كابرز على موقع كلية كرة السلة في سبورتس رفرنس.كوم (الإنجليزية)
- ماركوس كابرز على موقع ريلجم (الإنجليزية)
- ماركوس كابرز على موقع بروبوليرز (الإنجليزية)